# هنري شميت
هنري شميت (بالإنجليزية: Henry Schmidt)‏ هو لاعب كرة قدم أمريكية أمريكي، ولد في 28 سبتمبر 1935 في سوث غيت في الولايات المتحدة.

## وصلات خارجية
- هنري شميت على موقع مرجع كرة القدم المحترفة.كوم (الإنجليزية)